# Let It Be (album)
Let It Be is het laatst uitgebrachte album van The Beatles. De LP Abbey Road is later opgenomen, maar eerder uitgebracht als gevolg van de problemen met de mix van "Let It Be".
Eigenlijk waren de Beatles al uit elkaar, maar er waren nog opnames uit de Get Back-sessies, opnames van het afgebroken filmproject Let It Be. Het lied "I Me Mine" werd (zonder John Lennon) opgenomen op 3 januari 1970 en is daarmee de laatste opnamesessie van de groep. De bewerkingen waren van Phil Spector, die veel technische trucs gebruikte om de plaat af te krijgen. In 2003 kwam Let It Be... Naked uit, waarin alle technische snufjes werden weggelaten en de oorspronkelijke opnames zelf op cd kwamen. Alternatieve takes van de nummers zijn in 1996 uitgegeven op het verzamelalbum Anthology 3.

## Tracks
- Alle nummers zijn geschreven door Paul McCartney en John Lennon, tenzij anders aangegeven.

1. "Two of Us"
2. "Dig a Pony"
3. "Across the Universe"
4. "I Me Mine" (Harrison)
5. "Dig It" (Harrison-Lennon-McCartney-Starkey)
6. "Let It Be"
7. "Maggie Mae" (Trad. arr. Lennon-McCartney-Harrison-Starkey)[1]
8. "I've Got a Feeling"
9. "One After 909"
10. "The Long and Winding Road"
11. "For You Blue" (Harrison)
12. "Get Back"